# Anonyma sex- och kärleksberoende
Anonyma sex- och kärleksberoende eller SLAA (efter Sex and Love Addicts Anonymous) är ett tolvstegsprogram för att tillfriskna från beroende av relationer, sex, pornografi, etcetera. Det första tolvstegsprogrammet var Anonyma Alkoholister och precis som andra tolvstegsgrupper har man haft deras steg som grund. 
Det enda villkoret för medlemskap i SLAA är en önskan att sluta agera ut ett mönster av sex- och kärleksberoende. SLAA är självförsörjande genom frivilliga bidrag från sina medlemmar och är öppet för alla som behöver det. Lokala grupper finns på flera orter. 

## Historik
SLAA är en 12 stegs- gemenskap som bildades i Boston, USA, 1976 och finns idag över hela världen. SLAA är ett program som har utvecklats ur AA:s (Anonyma Alkoholister) program och anpassats för sex- och kärleksberoende. 

## Grundtankar
Inom SLAA betraktar man sex- och kärleksberoende som en sjukdom med likheter med kemiskt beroende. Sjukdomen kan inte botas men den kan hejdas. Den beroende kan få hjälp att upphöra med det som han eller hon har utsett till bottenlinjebeteende, men det finns alltid en risk för återfall livet ut. 
Om sjukdomen inte hejdas ökar den gradvis så att agerande som tidigare tillfredsställde den beroende med tiden blir otillräckligt. Den beroende söker ständigt "kickar" och bekräftelse, flyr från vardagen in i fantasier och självtillfredsställelse, till exempel vid ångestframkallande händelser, och ger sig successivt hän åt allt fler och allt mer intensiva romanser, sexuella relationer eller andra former av sexuellt agerande. De gränser man en gång hade suddas ut och den personliga moralen bryts ned på allt fler områden. Den beroende blir oförmögen att leva det liv han eller hon egentligen vill leva. Konsekvenserna blir allt allvarligare för familj, vänner, ekonomi och karriär. Skam och förödmjukelse bidrar ytterligare till den nedåtgående spiralen. Om man inte får hjälp att hindra sjukdomsförloppet går man mot personlig katastrof.
En central tanke inom SLAA är att den beroende inte på egen hand klarar av att bryta den onda cirkeln, därför att sjukdomen är så självdestruktiv. Hjärnan är omprogrammerad, och har utvecklat en beroendepersonlighet - vid sidan av den vanliga personligheten - som inte vill tillfriskna. Mycket få människor klarar av att stå emot beroendepersonligheten genom egen viljekraft. För att hejda sjukdomens förlopp måste den beroende inse sin egen oförmåga, och söka hjälp till exempel från andra beroende och i SLAA:s program.
SLAA har fem grundpelare:

### 1. Nykterhet - en dag i taget
Med "nykterhet" avses inom SLAA inte avhållsamhet från sex och romantik. Inom SLAA eftersträvar man ett sunt och friskt sex- och kärleksliv, och inte sexuell anorexi. Möjligen kan avhållsamhet under en begränsad tid underlätta tillfrisknandet. 
Vad som menas med nykterhet skiljer från individ till individ, och kan förändras med tiden. Varje beroende bör identifiera ett så kallat bottenlinjebeteende, som är det område där man för tillfället söker hjälp med att upphöra att agera. Att vara nykter innebär att inte agera ut sitt bottenlinjebeteende. 
På liknande sätt som att en alkoholist bör vara inställd på att man inte klarar "måttlighetsdrickande" bör den som är sex- och kärleksberoende försöka förändra sin livssituation så att man undviker att triggas eller frestas att agera ut sitt bottenlinjebeteende. Exempelvis kan den som är beroende av pornografi och internetsex avsluta sitt Internetabonnemang eller installera ett bra innehållsfilter på sin dator. En god vän kan få ta hand om lösenordet så att man inte lockas att stänga av filtret, eller kan få titta i loggarna med jämna mellanrum för att se vilka sidor man har surfat till.  Det finns naturligtvis alltid vägar runt de hinder man sätter upp för sig själv, och man får lägga ned arbete på att hitta rätt väg.  
Man måste vara beredd på att misslyckas, och inte låta skammen och besvikelsen över misslyckandet stå i vägen för nya försök. Man får komma igen gång på gång, en dag i taget.

### 2. Möten och sponsorskap
Självhjälp är emellertid otillräckligt. För tillfriskande krävs andra människors gemenskap, stöd och råd. Att regelbundet besöka lokala gruppmöten och tala med en sponsor är viktigt. På mötena lyssnar man på varandra och delar med sig av sina egna erfarenheter, framgångar och misslyckanden, utan att någon är dömande. En sponsor är en person som har arbetat sig igenom de 12 stegen, och som andra beroende av samma kön regelbundet kan kontakta för personlig guidning.

### 3. Steg och traditioner
Att dagligen arbeta med stegen och traditionerna (se nedan) hjälper den beroende att leva i nykterhet.

### 4. Betjänande av varandra
Allt eftersom den beroende tillfrisknar, är det viktigt att ge tillbaka det som fritt var givet. Att hjälpa andra kan hjälpa den beroende att fortsätta ett liv i nykterhet.

### 5. Andlighet
Tillfrisknande från beroendet kräver att man tillfrisknar känslomässigt, att man förändras inifrån som människa och får sinnesro. Andlighet är värdefullt. Andlighet kan till exempel handla om stillhet, starka naturupplevelser, bön, meditation samtal och kultur. När suget kommer kan man ta en promenad, söka upp en vän, umgås med familjen eller ge sig hän åt något annat som man känner att man mår bra av.  
Trots allt tal om andlighet är det viktig att understryka att SLAA inte är en religiös organisation. Många medlemmar är ateister och agnostiker och är, liksom anhängare av alla religioner, varmt välkomna.
Den beroende behöver söka hjälp av och förlita sig på en kraft starkare än sig själv, Gud sådan man själv uppfattar denne. Behöver man hjälp att formulera sina tankar till denna högre makt finns den så kallade sinnesrobönen:
Gud, giv mig sinnesro att acceptera

det jag inte kan förändra,

mod att förändra det jag kan

och förstånd att inse skillnaden.
Man kan be sin högre makt om att få känna starkare kärlek till sina närstående.

## SLAA:s självbeskrivning
För att motverka de destruktiva konsekvenserna av sex- och kärleksberoende tar vi hjälp av fyra huvudsakliga tillgångar:
1. Vår önskan att sluta agera ut vårt personliga bottenlinjebeteende, en dag i taget. 
2. Vår förmåga att söka stöd i SLAA:s gemenskap. 
3. Vårt tillämpande av tolvstegsprogrammet för att uppnå sexuell och känslomässig nykterhet.
4. Vårt utvecklande av en relation med en kraft starkare än oss själva som kan vägleda och bistå oss i vårt tillfrisknande. 
Som sällskap har SLAA inga åsikter om yttre angelägenheter och ger sig inte in i några tvister. SLAA har ingen anknytning till andra organisationer eller rörelser, vare sig världsliga eller religiösa. Vi har emellertid slutit oss samman för att ta itu med vårt sex- och kärleksberoende. Vi har en gemensam nämnare i våra tvångsmässiga mönster som gör skillnader i sexuell inriktning ovidkommande. Vi måste noga skydda varje SLAA-medlems anonymitet. Vi försöker också undvika otillbörlig uppmärksamhet från media.

## De tolv stegen
1. Vi erkände att vi var maktlösa inför vårt sex- och kärleksberoende och att vi hade förlorat kontrollen över våra liv. 
2. Vi kom till tro om att en kraft starkare än oss själva, kunde hjälpa oss att återfå vårt förstånd. 
3. Vi beslöt att lägga vår vilja och vårt liv i händerna på Gud, så som vi uppfattade Gud. 
4. Vi företog en genomgripande och oförskräckt moralisk självrannsakan. 
5. Vi erkände inför Gud, oss själva och en medmänniska alla våra fel och brister och innebörden av dem. 
6. Vi var helt och hållet beredda att låta Gud avlägsna alla dessa karaktärsfel. 
7. Vi bad ödmjukt Gud att avlägsna våra brister. 
8. Vi gjorde upp en förteckning över alla de personer vi hade gjort illa och var beredda att gottgöra dem alla. 
9. Vi gottgjorde alla dessa människor, så långt det var oss möjligt, utan att skada dem eller andra. 
10. Vi fortsatte vår självrannsakan och erkände genast när vi hade fel. 
11. Vi strävade efter att genom bön och meditation förbättra vår medvetna kontakt med Gud, så som vi uppfattade Gud, varvid vi endast bad om insikt om Guds vilja med oss och styrka att utföra den. 
12. När vi som en följd av dessa steg, själva erfarit ett andligt uppvaknande, försökte vi föra budskapet vidare till andra sex- och kärleksberoende och tillämpa dessa principer inom livets alla olika områden.

## De tolv traditionerna
1. Vår gemensamma välfärd bör komma i första hand. Personligt tillfrisknande är beroende av sammanhållningen i SLAA. 
2. Gruppen har bara en yttersta auktoritet - en kärleksfull Gud så som Gud kommer till uttryck i gruppsamvetet. Våra ledare är endast betrodda tjänare, de styr inte. 
3. Det enda villkoret för medlemskap i SLAA är en önskan att sluta agera ut ett mönster av sex- och kärleksberoende. Om två eller flera personer samlas för att hjälpa varandra att tillfriskna från sex- och kärleksberoende kan de kalla sig en SLAA-grupp under förutsättning att de som grupp inte är anslutna till andra organisationer eller föreningar. 
4. Varje grupp bör vara självstyrande utom i angelägenheter som berör andra SLAA-grupper eller SLAA som helhet. 
5. Varje grupp har endast ett huvudsyfte - att föra budskapet vidare till de sex- och kärleksberoende som fortfarande lider. 
6. En SLAA-grupp eller SLAA som helhet bör aldrig gå i borgen för, finansiera eller låna SLAA:s namn till närbesläktade sammanslutningar eller utomstående företag för att inte problem med pengar, egendom eller prestige skall skilja oss från vårt verkliga syfte. 
7. Varje SLAA-grupp bör vara självförsörjande och vägra ta emot ekonomiskt stöd utifrån. 
8. SLAA bör alltid förbli icke-professionellt, men våra serviceorgan kan anställa personal för särskilda uppgifter. 
9. SLAA bör aldrig organiseras, men vi kan tillsätta styrelser och kommittéer för serviceverksamhet direkt ansvariga inför dem de tjänar. 
10. SLAA tar aldrig ställning för eller emot i yttre angelägenheter. Alltså bör SLAA:s namn aldrig dras in i offentliga tvister. 
11. Vår kontakt med allmänheten baseras på rörelsens egen kraft snarare än på propaganda. Vi bör alltid iaktta personlig anonymitet i förhållande till press, radio, tv, film och andra medier. Vi bör med särskild omsorg slå vakt om varje SLAA-medlems anonymitet. 
12. Anonymiteten är den andliga grundvalen för alla våra traditioner och påminner oss ständigt om att sätta princip före person.